# Armeense baardvleermuis
De Armeense baardvleermuis (Myotis hajastanicus) is een zoogdier uit de familie der gladneuzen (Vespertilionidae). De wetenschappelijke naam van de soort werd voor het eerst geldig gepubliceerd door Argyropulo in 1939.

## Voorkomen
De Armeense baardvleermuis is een zeer zeldzame soort die endemisch is voor de omgeving van het Sevanmeer in Armenië.

## Status
Lange tijd was onduidelijk of de Armeense baardvleermuis nog voortleefde, tot er in 2013 opnieuw twee kraamkolonies in de omgeving van het Sevanmeer werden ontdekt. Een morfologische analyse door Dietz et al. (2016) toonde aan dat de baardvleermuizen in het gebied sterke gelijkenissen vertonen met de steppebaardvleermuis (Myotis aurascens). Ook werd er in een analyse van het mitochondriaal DNA van M. hajastanicus en M. aurascens zeer weinig genetische variatie aangetroffen. De onderzoekers wijzen daarom de status van de Armeense baardvleermuis als een zelfstandige soort af.